# Ivar Franzén
Ivar Harald Emerén Franzén, född 16 februari 1932 i Älghults församling, Kronobergs län, död 18 oktober 2004 i Kungsbacka, var en svensk politiker (centerpartist), som var riksdagsledamot 1979–1994.

## Biografi
Franzén tog lantmästarexamen 1957 och arbetade med jord- och skogsbruk. 1974 blev han kommunalråd i Kungsbacka efter kommunsammanslagningen.
Under tiden 1979–1994 satt han riksdagen och var då under en tid Centerns expert på energifrågor, samt omvaldes flera gånger som styrelseledamot i Vattenfalls styrelse.
Trots betydande uppdrag på riksnivå bibehöll Franzén ett stort lokalt engagemang för hemorten Kungsbacka och speciellt det kommunala bostadsbolaget Eksta Bostads AB, där han var ordförande i 37 år och pådrivande med insatser för energieffektivisering och miljö.

### Eksta Energistipendium
Efter Franzéns bortgång 2004 instiftades Eksta Energistipendium till Ivar Franzéns minne som "skall stimulera studier och forskning kring energisystem och energieffektivisering i byggnader". Priset utdelades för elfte gången 2019, denna gång till fem stipendiater med en total prissumma på 45 000 kronor. År 2024 utdelades priset för sextonde gången, denna gång till tre arbeten, två vid Chalmers Tekniska Högskola och ett vid Lunds Tekniska Högskola, utförda av fem personer. Den totala prissumman var detta år 55 000 kronor.

### Familj
Ivar Franzén var sedan 1957 gift med läraren Anita Franzén (1934–2020), som var kyrkopolitiker på riks- och stiftsnivå.